# Coulevon
Coulevon település Franciaországban, Haute-Saône megyében. Lakosainak száma 173 fő (2022. január 1.). Coulevon Villeparois, Colombier, Comberjon, Frotey-lès-Vesoul, Pusy-et-Épenoux és Vesoul községekkel határos.

## Népesség
A település népességének változása:
| Lakosok száma | 199  | 189  | 184  | 173  | 170  | 168  | 166  | 169  | 173  |
|               | 2013 | 2015 | 2016 | 2017 | 2018 | 2019 | 2020 | 2021 | 2022 |